# Tribrode
Tribrode (cyr. Триброде) – wieś w Serbii, w okręgu braniczewskim, w gminie Veliko Gradište. W 2011 roku liczyła 457 mieszkańców.